# Олександр Гейштор
Александр Ґейштор (пол. Aleksander Gieysztor; 17 липня 1916, Москва — 9 лютого 1999, Варшава) — польський історик. Доктор історичних наук (1945), член-кореспондент (1972), академік Польської АН (1980), іноземний член НАН України (1991), Академії медієвістів Америки (Cambridge, Mass.); Бельгійської королівської АН літератури та мистецтв; Академії мистецтва і літератури в Парижі; Шведської королівської академії літератури, історії та античних наук (1982); почесний доктор низки університетів (університет Екс-Марсель в м. Екс-ан-Прованс, 1960; університет м. Бордо (обидва у Франції), 1961; Будапештський університет (Угорщина), 1975; Сорбонна (Париж), 1976; Московський університет (Москва), 1980; Оксфордський університет (Оксфорд, Велика Британія), 1984 та ін.).

## Біографія
Батько майбутнього історика — Александр Гейштор походив зі шляхетського роду Гейшторів з Великого князівства Литовського, працював на залізниці. Спочатку на Лібаво-Роменській, а з 1895 по 1921 р. на Московсько-Казанській, де дослужився до посади віце-директора Фінансового відділу.
Мати — Барбара, уроджена Попель — онука польського учасника Весни народів в Угорщині (1848), засланого до Сибіру, чий рід походив з дрібної уніатської шляхти.
1921 сім'я Гейшторів переїхала до Польщі і з того часу мешкала у Варшаві. По закінченні гімназії (1933) Олександр Гейштор навчався у Варшавському університеті, який закінчив 1937 зі ступенем магістра історії. 1938—1939 продовжував навчання в Парижі.
Учасник німецько-польської війни 1939. У роки гітлерівської окупації Польщі перебував у таємному Варшавському університеті, готуючи докторську дисертацію «Ze studiów nad genezą wypraw krzyżowych. Encyklika Sergiusza IV, 1009—1012» (вийшла друком 1948).
Працював в Історичному інституті Варшавського університету спочатку як ад'юнкт, з 1946 — доцент, з 1949 — надзвичайний професор, 1960 — ординарний професор 1949—1952 — керівник відділу з питань вивчення походження Польської держави при Міністерстві культури ПНР. 1953 обраний віце-директором Інституту історії матеріальної культури Польської АН, 1955—1975 — директор Історичного інституту Варшавського університету. 1975—1980 — віце-президент, 1980—1985 — президент Міжнародного комітету історичних наук, 1980—1984, 1990—1992 — президент Польської АН, одночасно 1980—1991 — директор Королівського замку у Варшаві.
Творчий доробок Гейштора налічує понад тисячу наукових праць, у яких осмислено проблеми раннього західно-європейського середньовіччя, доби і постаті Карла Великого. Серед його студій — роботи з історії давніх слов'ян, реконструкції міфології слов'ян з погляду індоєвропейської міфології. Олександр Гейштор — засновник власної наукової школи, представниками якої є відомі польські історики: М.Дембінська, Т.Дунін-Вансович, С.Гавлас, М.Кочерська, С.-К.Кучинський, Т.Лалік, Р.Міхальовський, К.Модзалевський, А.Плачинська, С.Подвінська, А.Поппе, Т.Росляновський, Є.Суходольська та ін.
Помер у м. Варшава. У 1999 році «Przegląd Wschodni» (Польща) встановив премію ім. Гейштора за найкращу працю з історії.

## Головні праці
- Історії Польщі (Historia Polski, 1947) — співавтор.
- З досліджень про генезу хрестових походів (Ze studiów nad genezą wypraw krzyżowych, 1948)
- Нарис допоміжних наук історії (Zarys nauk pomocniczych historii, 1948)
- Польща і Європа в середні віки (La Pologne et l'Europe au Moyen Age, 1962)
- Суспільство і культура в ранньому польському середньовіччі (Società e cultura nell'alto Medioevo Polacco, 1965)
- Польські міста в тисячолітті (Miasta polskie w tysiącleciu, 1965)
- Нарис історії латинського письма (Zarys dziejów pisma łacińskiego,1972)
- Королівський замок у Варшаві (Zamek Królewski w Warszawie, 1973)
- Слов'янська міфологія (Mitologia Słowian, 1982; повне критичне видання в 2006), тричі перевидавалась українською.
- Історія Мазовії до 1526 року (Dzieje Mazowsza do 1526 roku, 1994) — науковий редактор, разом з Генриком Самсоновичем.

## Переклади українською
- Александр Ґейштор. Слов'янська міфологія, пер. з польськ. Сергія Гіріка. Київ-Запоріжжя: ТОВ «Видавництво „Кліо“, ФОП Рябцев В. В.», 2024. 416 с.: іл. ISBN 978‐617‐7755‐86‐8.[10]